# Rully (Oise)
Rully és un municipi francès, situat al departament de l'Oise i a la regió dels Alts de França. L'any 2007 tenia 721 habitants.

## Demografia

### Població
El 2007 la població de fet de Rully era de 721 persones. Hi havia 246 famílies de les quals 36 eren unipersonals (20 homes vivint sols i 16 dones vivint soles), 79 parelles sense fills, 103 parelles amb fills i 28 famílies monoparentals amb fills.
La població ha evolucionat segons el següent gràfic:
Habitants censats

### Habitatges
El 2007 hi havia 288 habitatges, 256 eren l'habitatge principal de la família, 18 eren segones residències i 13 estaven desocupats. 282 eren cases i 6 eren apartaments. Dels 256 habitatges principals, 206 estaven ocupats pels seus propietaris, 45 estaven llogats i ocupats pels llogaters i 6 estaven cedits a títol gratuït; 1 tenia una cambra, 6 en tenien dues, 23 en tenien tres, 70 en tenien quatre i 156 en tenien cinc o més. 199 habitatges disposaven pel capbaix d'una plaça de pàrquing. A 100 habitatges hi havia un automòbil i a 140 n'hi havia dos o més.

### Piràmide de població
La piràmide de població per edats i sexe el 2009 era:
| Homes | Edats   | Dones |
| ----- | ------- | ----- |
| 0     | 95 o +  | 0     |
| 0     | 90 a 94 | 0     |
| 8     | 85 a 89 | 8     |
| 0     | 80 a 84 | 8     |
| 0     | 75 a 79 | 8     |
| 8     | 70 a 74 | 8     |
| 28    | 65 a 69 | 20    |
| 16    | 60 a 64 | 12    |
| 8     | 55 a 59 | 20    |
| 24    | 50 a 54 | 20    |
| 52    | 45 a 49 | 20    |
| 28    | 40 a 44 | 40    |
| 24    | 35 a 39 | 36    |
| 24    | 30 a 34 | 36    |
| 16    | 25 a 29 | 0     |
| 24    | 20 a 24 | 24    |
| 24    | 15 a 19 | 24    |
| 32    | 10 a 14 | 32    |
| 32    | 5 a 9   | 16    |
| 12    | 0 a 4   | 32    |

## Economia
El 2007 la població en edat de treballar era de 480 persones, 368 eren actives i 112 eren inactives. De les 368 persones actives 344 estaven ocupades (190 homes i 154 dones) i 24 estaven aturades (12 homes i 12 dones). De les 112 persones inactives 30 estaven jubilades, 45 estaven estudiant i 37 estaven classificades com a «altres inactius».

### Ingressos
El 2009 a Rully hi havia 260 unitats fiscals que integraven 770,5 persones, la mediana anual d'ingressos fiscals per persona era de 24.964 €.

### Activitats econòmiques
Dels 27 establiments que hi havia el 2007, 1 era d'una empresa alimentària, 2 d'empreses de fabricació d'altres productes industrials, 3 d'empreses de construcció, 4 d'empreses de comerç i reparació d'automòbils, 3 d'empreses de transport, 1 d'una empresa d'hostatgeria i restauració, 1 d'una empresa d'informació i comunicació, 2 d'empreses financeres, 3 d'empreses immobiliàries, 5 d'empreses de serveis i 2 d'entitats de l'administració pública.
Dels 3 establiments de servei als particulars que hi havia el 2009, 1 era una oficina de correu, 1 empresa de construcció i 1 agència immobiliària.
L'únic establiment comercial que hi havia el 2009 era una fleca.
L'any 2000 a Rully hi havia 10 explotacions agrícoles.

## Equipaments sanitaris i escolars
El 2009 hi havia una escola elemental.

## Poblacions més properes
El següent diagrama mostra les poblacions més properes.